# Mohammed Rafi (cantante)
Mohammed Rafi (24 dicembre 1924 – Mumbai, 31 luglio 1980) è stato un cantante indiano, attivo come cantante in playback per il cinema indiano.
La sua carriera è cominciata nel 1944. Ha registrato oltre 7 000 canzoni in diverse lingue, tra cui hindi, urdu, punjabi, konkani, assamese, bhojpuri, bengali, marathi, sindhi, kannada, gujarati, tamil, telugu e altre.

## Filmografia parziale
Cantante in playback:
- Chaudhvin Ka Chand (1960)
- Gharana (1961)
- Sasural (1961)
- Professor (1962)
- Mere Mehboob (1963)
- Dosti (1964)
- Kaajal (1965)
- Suraj (1966)
- Brahmachari (1968)
- Naina (1973)
- Maa Bahen Aur Biwi (1974)
- Hum Kisise Kum Naheen (1977)

## Premi e riconoscimenti
- Padma Shri (1967)
- Filmfare Awards
  - 1961: "Best Playback Singer"
  - 1962: "Best Playback Singer"
  - 1965: "Best Playback Singer"
  - 1967: "Best Playback Singer"
  - 1969: "Best Playback Singer - Male"
  - 1978: "Best Playback Singer - Male"
- National Film Awards
  - 1978: "Silver Lotus Award - Best Playback Singer (Male)"
- Stardust Awards
  - 2001: "Best Singer of the Millennium"
- Bengal Film Journalists' Award
  - 1965: "Best Hindi Playback Singer - Male"